# NGC 7277
NGC 7277 (другие обозначения — PGC 68861, ESO 467-59, MCG -5-53-4, IRAS22233-3123) — спиральная галактика (Sb) в созвездии Южная Рыба.
Этот объект входит в число перечисленных в оригинальной редакции «Нового общего каталога».